# Rima assonant
La rima assonant és aquella en què, a partir de la darrera vocal tònica, únicament coincideixen els sons vocàlics dels versos. Vet aquí un exemple de rima assonant en un poema de Gabriel Ferrater. Sols rima en català oriental, perquè Ferrater era de Reus, on es pronuncien igual la a de mira i la e de trauries.
| «                         | Si s'allunya i no et mira, si t'és advers l'instant, de plorar què en trauries? Si et sent, neci, riurà. | » |
| — Extret del poema Plorar | |   |